# シンシナティ・レッズ (NFL)
シンシナティ・レッズは、1933年と1934年にNFLに所属していたアメリカン・フットボールチームである。
本拠地として、MLBのシンシナティ・レッズも使用していたクロスリー・フィールドを使用していたが、この他にもデイトン・トライアングル・パーク、ポーツマス大学スタジアム、ゼイビア大学のコーコラン・スタジアムが本拠地として使用された。
チームは、1934年シーズンの開幕から8連敗したところで、リーグ分担金の支払い滞納により、休止状態となり、リーグを離脱した。このシーズンの最後の3試合だけレッズの代わりに独立チームのセントルイス・ガンナーズが参加した。

## シーズン成績
Note: 勝 = 勝, 敗 = 敗, 分 = 引分
| シーズン             | 勝 | 敗 | 分 | 最終順位     | プレーオフ |
| -------------------- | -- | -- | -- | ------------ | ---------- |
| シンシナティ・レッズ |    |    |    |              |            |
| 1933                 | 3  | 6  | 1  | NFL西地区4位 | --         |
| 1934                 | 0  | 8  | 0  | NFL西地区6位 | --         |
| Totals               | 3  | 14 | 1  |              |            |